# 小行星2855
小行星2855（2855 Bastian）是一颗绕太阳运转的小行星，为主小行星带小行星。该小行星于1931年10月10日发现。
該小行星以德國天文學家烏爾里希·巴斯蒂安（Ulrich Bastian）命名。

## 轨道参数
小行星2855的轨道半长轴为2.4559913 UA，离心率为0.167。